# Motorola
Motorola Inc. è un'azienda statunitense attiva nel campo dell'elettronica, fondata nel 1928 con sede a Schaumburg, Illinois, un sobborgo di Chicago con il nome di Galvin Manufacturing Corporation dai fratelli Paul e Joseph Galvin. Successivamente divisa in Motorola Mobility e Motorola Solutions, aziende ad oggi ancora in attività.
È l'azienda che ha permesso, per la prima volta al mondo, di effettuare una chiamata vocale da un telefono senza fili: era il 3 aprile 1973.
Ha prodotto microprocessori, orologi, telefoni cellulari, nonché molti tipi di componenti elettronici per svariate applicazioni, dai diodi ai circuiti integrati. Motorola sviluppò anche il sistema di identificazione tramite riconoscimento biometrico AFIS.

## Storia

### La creazione e le prime attività
Fondata a Chicago (847 West Harrison Street) nel 1928, col nome Galvin Manufacturing Corporation, da Paul e Joseph Galvin, fu poi chiamata Motorola nel 1947. L'azienda vide apparire la denominazione Motorola come nome di una nuova linea di autoradio (motor = automobile, ola = suono), dal marchio di una famosa azienda di apparecchi radio, Victrola. Durante la seconda guerra mondiale fu produttrice di apparecchi riceventi e ricetrasmittenti per le forze armate statunitensi, come la prima radio chiamata "Walkie-Talkie" (backpacked) SCR-300 e la “hand-held” a modulazione di ampiezza AM SCR-536 usata dall'US Army Signal Corps. Acquisendo brevetti che la resero una delle società più importanti nel settore delle ricetrasmittenti per uso professionale.

#### SCR-536
L'SCR-536 è spesso considerato il primo dei moderni ricetrasmettitori bidirezionali portatili, autonomi, "handie talkie" (radio ricetrasmittenti). È stato sviluppato nel 1940 da un team guidato da Don Mitchell, ingegnere capo della Galvin Manufacturing (ora Motorola Inc.) ed è stata la prima vera unità portatile a vedere un uso diffuso. Nel luglio 1941 era in produzione di massa. Nel novembre 1942, l'SCR-536 ricevette copertura sulla rivista radioamatoriale QST. È apparso sulla copertina e nella pubblicità del Signal Corps, ed è stato presentato come parte di un articolo sul Signal Corps, "La più piccola unità di campo del Signal Corps", in cui una didascalia della foto diceva: "Non è molto più grande o più pesante di un telefono convenzionale”. Fu trasportato tra le prime onde a colpire Omaha Beach in Normandia nel giugno 1944 (e prima ancora in Italia, Sicilia (operazione Husky) e Nord Africa ). Ogni compagnia di fucilieri della 29ª divisione di fanteria statunitense ne aveva sei; uno per ciascuno dei tre plotoni fucilieri, due per il plotone armi e uno per la compagnia CO. I tedeschi rimasero profondamente colpiti dall'SCR-536 e dall'SCR-300 dopo aver catturato diverse unità in Sicilia. Alla fine della guerra, 130.000 unità erano state prodotte da Motorola. Sono stati prodotti anche da altre aziende.

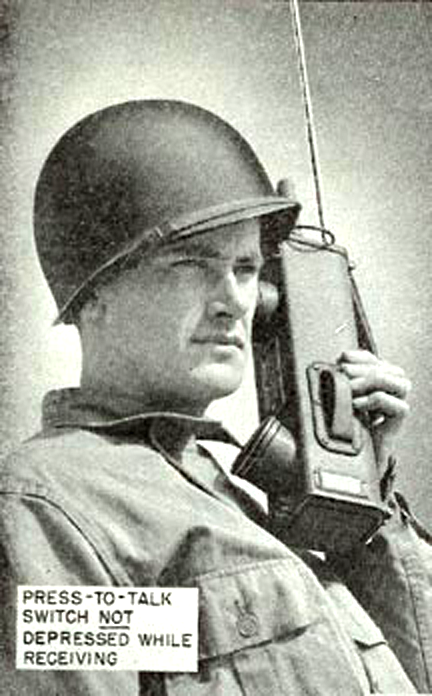
Radio SCR-536, il primo Walkie Talkie

Oggi, l'SCR-536, viene spesso restaurato e utilizzato da radioamatori appassionati di vintage (EYA) e da collezionisti di radio militari.
L'SCR-536 incorporava cinque valvole in una custodia impermeabile, costruita con una fusione di alluminio divisa in tre comparti, una per la radio, una per la batteria BA-37 e una per la batteria BA-38. Aveva due sporgenze dove erano alloggiati il microfono e l'altoparlante. Non c'era un interruttore di alimentazione esterno sull'SCR-536. L'operatore, estendendo completamente l'antenna, azionava un interruttore interno che accendeva la radio, quando l'antenna veniva reinserita la radio si spegneva. Non c'era regolazione di volume nell'altoparlante. L'alimentazione era fornita da due batterie, la BA-37 da 1,5 volt, (a secco, comunemente utilizzata per dispositivi portatili dell’epoca) per l'alimentazione della parte ricevente e da una batteria al mercurio, la BA-38 da 103,5 volt che forniva l’alimentazione necessaria per il circuito di alta tensione che alimentava le valvole termoioniche. La durata della batteria era di circa un giorno di utilizzo normale. La BA-37 da 1,5 volt forniva 0,25 ampere in ricezione e 0,30 in trasmissione, mentre la BA-38 da 103,5 volt, erogava 11 milliampere in ricezione e 35 in trasmissione. L'SCR-536 pesava 5 libbre (2,3 kg) con batterie e 3,85 libbre (1,75 kg) senza batterie. L'unità funzionava in modalità vocale AM nell'intervallo di frequenza compreso tra 3,5 e 6,0 MHz (3500 - 6000 chilocicli) su uno qualsiasi dei 50 canali. Nella "Box BX-49" erano alloggiati a parte i cristalli e le bobine per adattare l'antenna e venivano utilizzati per controllare la frequenza del ricevitore e del trasmettitore. Tuttavia l'unità poteva funzionare solo su una frequenza all'interno della banda (un solo canale) e le modifiche alle bobine e ai quarzi erano proibite all'operatore ma dovevano essere fatte, secondo il manuale, dai manutentori autorizzati. L'antenna era un'asta telescopica da 40 pollici che scorreva nella custodia. L'SCR-536 aveva una potenza di uscita RF di 360 milliwatt. La portata dell'unità variava a seconda del terreno; da poche centinaia di piedi (circa un centinaio di metri), a circa un miglio (1,5 km) sulla terra e 3 miglia (5 km) sull'acqua. Il numero del manuale tecnico del Signal Corps era TM 11-235 composto da 84 pagine.

### I microprocessori e i primi telefoni cellulari
Motorola aprì nel 1955 uno stabilimento a Phoenix, Arizona, per la produzione dei transistor utilizzati nelle proprie apparecchiature e nel 1966 aprì a Mesa un altro stabilimento per la produzione di circuiti integrati. I transistor e gli integrati erano sia utilizzati da Motorola per prodotti destinati al consumatore finale, all'impiego militare e all'impiego automobilistico sia venduti ad altri costruttori. Oltre ai chip LSI di tipo MOS, Motorola produceva e vendeva anche memorie usate nelle calcolatrici e nei computer. Nel 1973 Motorola registrava vendite per 1,2 miliardi di dollari e aveva 64.000 dipendenti: il solo reparto semiconduttori fatturava 419 milioni di dollari e Motorola era il secondo produttore di semiconduttori dopo Texas Instruments. Nello stesso anno fu annunciata la volontà di costruire un altro stabilimento ad Austin, Texas, per la produzione di circuiti integrati in tecnologia MOS. La divisione dei microprocessori di Mesa venne trasferita nella città texana nel 1975.
Il Motorola 68000 del 1982, uno dei primi microprocessori a 32 bit prodotti, fu alla base di molti computer e prodotti elettronici fra cui i primi Apple Macintosh, i computer Amiga, Atari ST, il Sinclair QL ed anche i minicomputer classe linea 3000 Olivetti.
L'azienda fu conosciuta sul mercato anche come produttrice di telefoni cellulari. Il primo telefono cellulare portatile perfettamente funzionante venne realizzato nel 1973 dall'ingegnere statunitense Martin Cooper per conto di Motorola: questo apparecchio, denominato commercialmente Motorola DynaTAC, fu il primo cellulare riconosciuto dalla FCC nel 1983. Alla Casa appartengono altri primati nell'ambito della telefonia mobile raggiunti in seguito allo sviluppo della serie MicroTAC.

### L'acquisizione da parte di Lenovo
Il 6 ottobre 2003 Motorola annunciò lo scorporo delle attività relative ai semiconduttori e la creazione di Freescale Semiconductor, Inc., società a cui fu ceduta l'attività dei microprocessori; la separazione fu effettiva dal 16 luglio 2004. I semiconduttori generici vennero conferiti alla ON Semiconductor.
Il 4 gennaio 2011 Motorola Inc. è stata divisa in Motorola Mobility e Motorola Solutions, due società distinte, per cercare di porre rimedio alle grosse perdite che ammontavano a circa 4,3 miliardi di dollari.

## Prodotti famosi

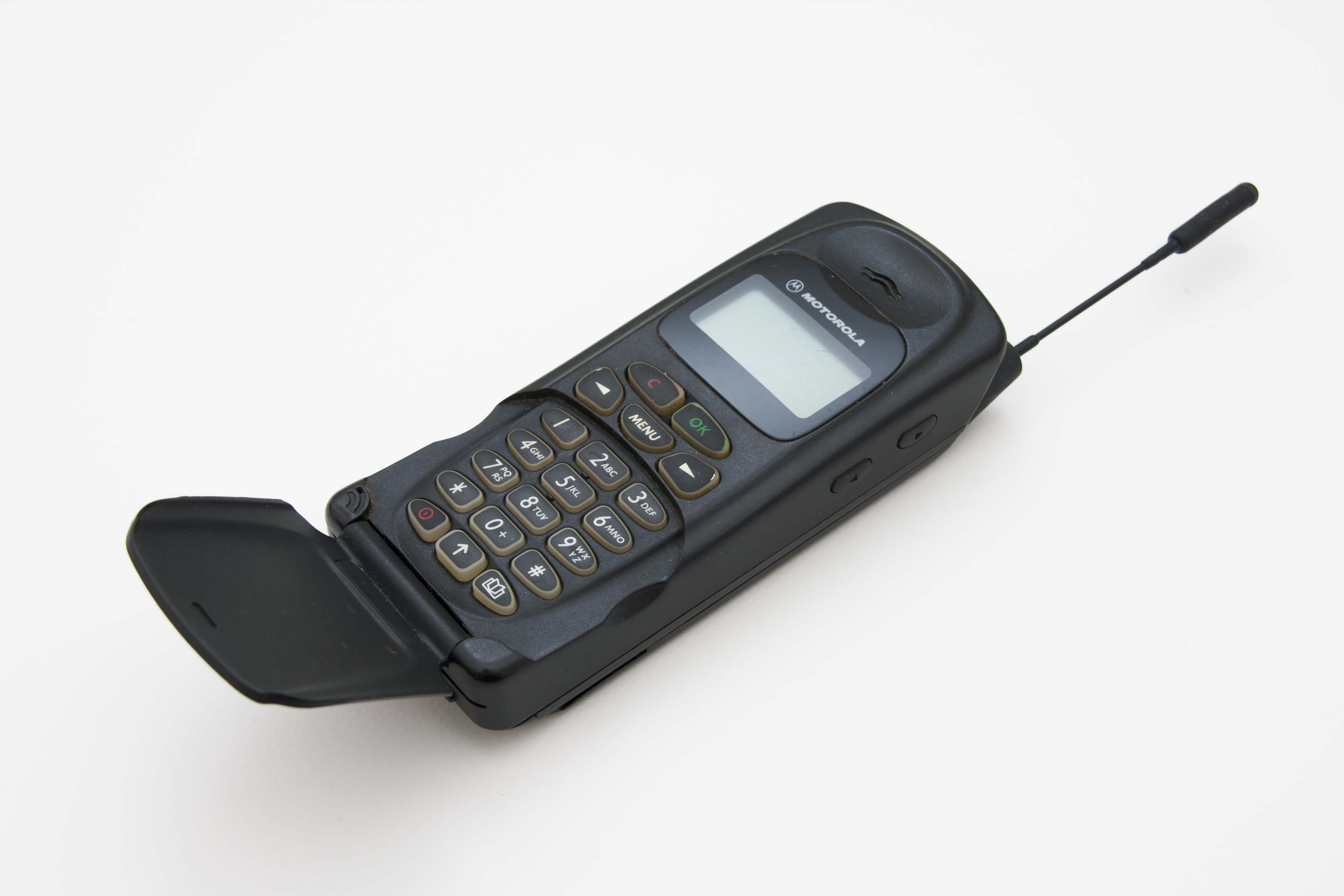
Un Motorola d470.

### Microprocessori
- Motorola 6800
- Motorola 68000
- Motorola 88000
- Motorola Dragonball

### Telefoni cellulari
- Motorola RAZR V3
- Motorola DynaTAC
- Motorola MicroTAC
- Motorola 8700
- Motorola 8900
- Motorola StarTAC